# Style pombalin

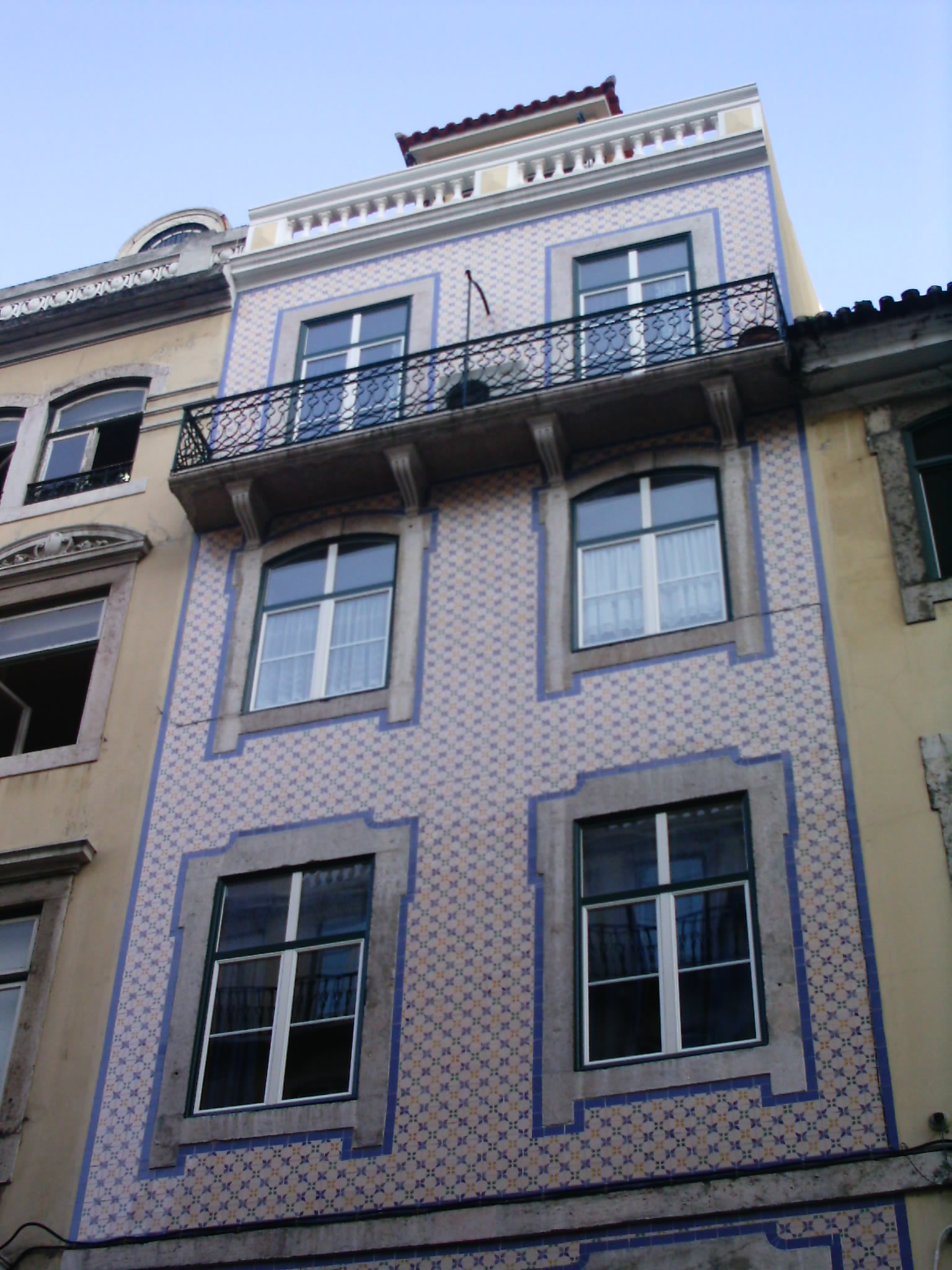
Immeuble en style typiquement pombalin dans Baixa Pombalina

Le style pombalin fut un style architectural portugais du XVIIIe siècle, nommé ainsi en référence à Sebastião José de Carvalho e Melo, premier marquis de Pombal, qui joua un rôle dans la reconstruction de Lisbonne après le tremblement de terre de 1755. Pombal supervisa les plans établis par les ingénieurs militaires Manuel da Maia, Eugénio dos Santos et Elias Sebastian Pope (remplacé ensuite par Carlos Mardel (pt)). La nouvelle ville (mais surtout le quartier de Baixa, appelé aussi Baixa pombalina) reçut un plan d'urbanisme en grille où la chaussée et les trottoirs des rues sont fixés à douze mètres de large. À l'emplacement du palais royal initialement prévu fut finalement aménagé la Praça do Comércio qui, avec la place de Rossio, définit les limites de la nouvelle ville. Maia et Santos ont aussi défini les formes des façades qui bordaient les rues, conçues sur un système de hiérarchies dans lequel la taille et les détails des bâtiments sont prédéterminés par l'importance de la rue dans laquelle ils sont situés.
Le style néoclassique assez sobre auquel le style pombalin se rattache est dû en grande partie au manque de moyens financiers et à l'urgence dans laquelle les événements avaient plongé la ville. Mais il est aussi le fruit des idées des Lumières, prônant la rationalité en tout et aussi en architecture, et pour lesquelles le marquis avait une grande inclination. Un procédé standardisé de décoration fut appliqué à l'intérieur comme à l'extérieur, réduisant considérablement le recours aux azulejos.
Le style pombalin se retrouve aussi à Porto et à Vila Real de Santo António, une ville nouvelle planifiée et construite par Reinaldo Manuel dos Santos en 1773–1774 dans l'Algarve. Il fut repris aussi plus tardivement, au milieu du XIXe siècle.

## La calçada portuguesa, un héritage pombalien
Le pavage des rues (Calçada portuguesa) instauré par Pombal, consiste à assembler sans enduit de petites pierres en calcaire et en basalte formant des dessins noir et blanc. Ce n'est qu'à la fin du XIXe siècle que la mode s'impose vraiment et qu'on l'adopte pour les grandes avenues, la totalité du Rossio et du Chiado. Les motifs sont inspirés de l'histoire des Découvertes (caravelles et nefs) et du commerce (poissons, fruits...).

Calçada portuguesa
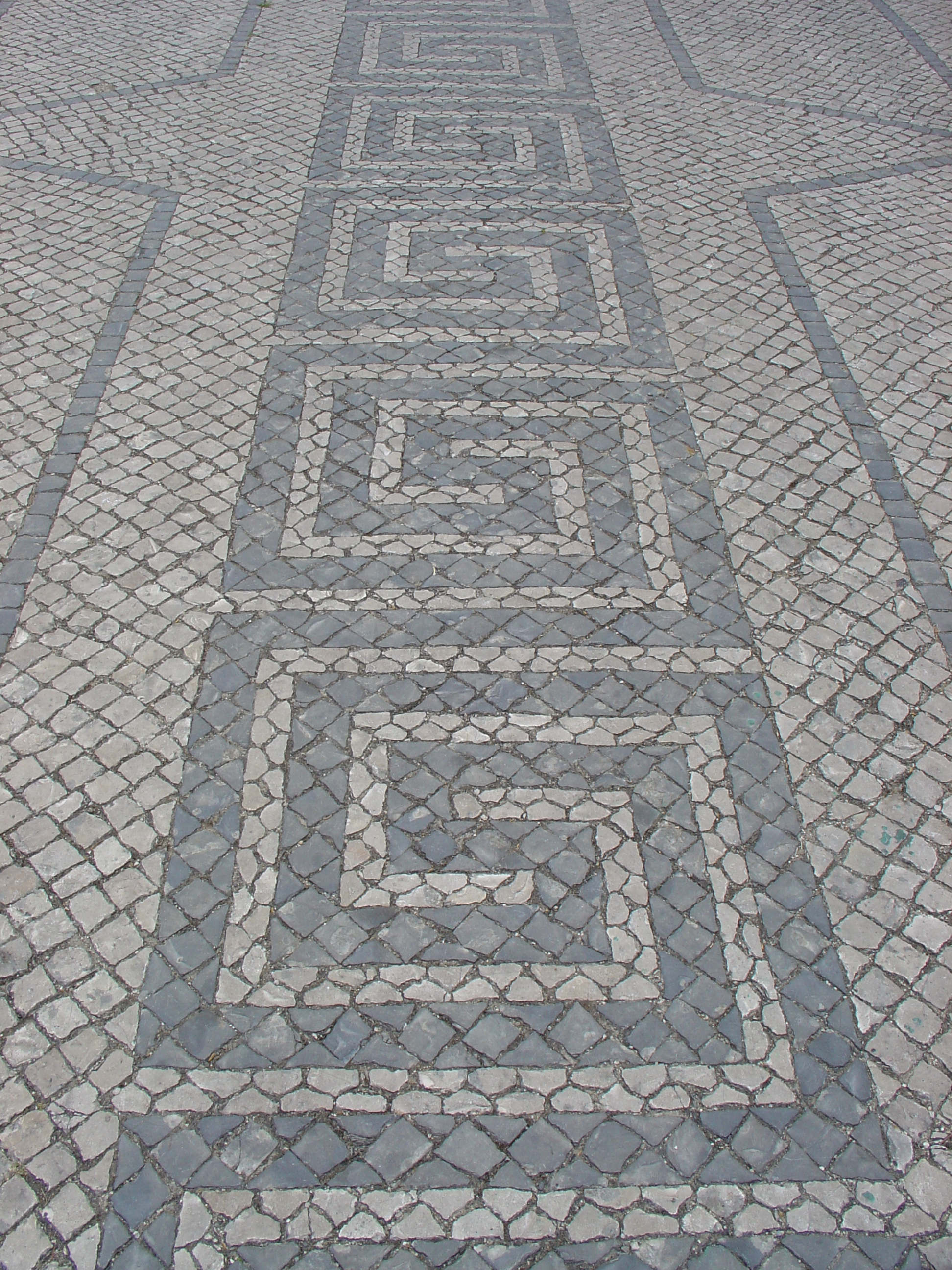
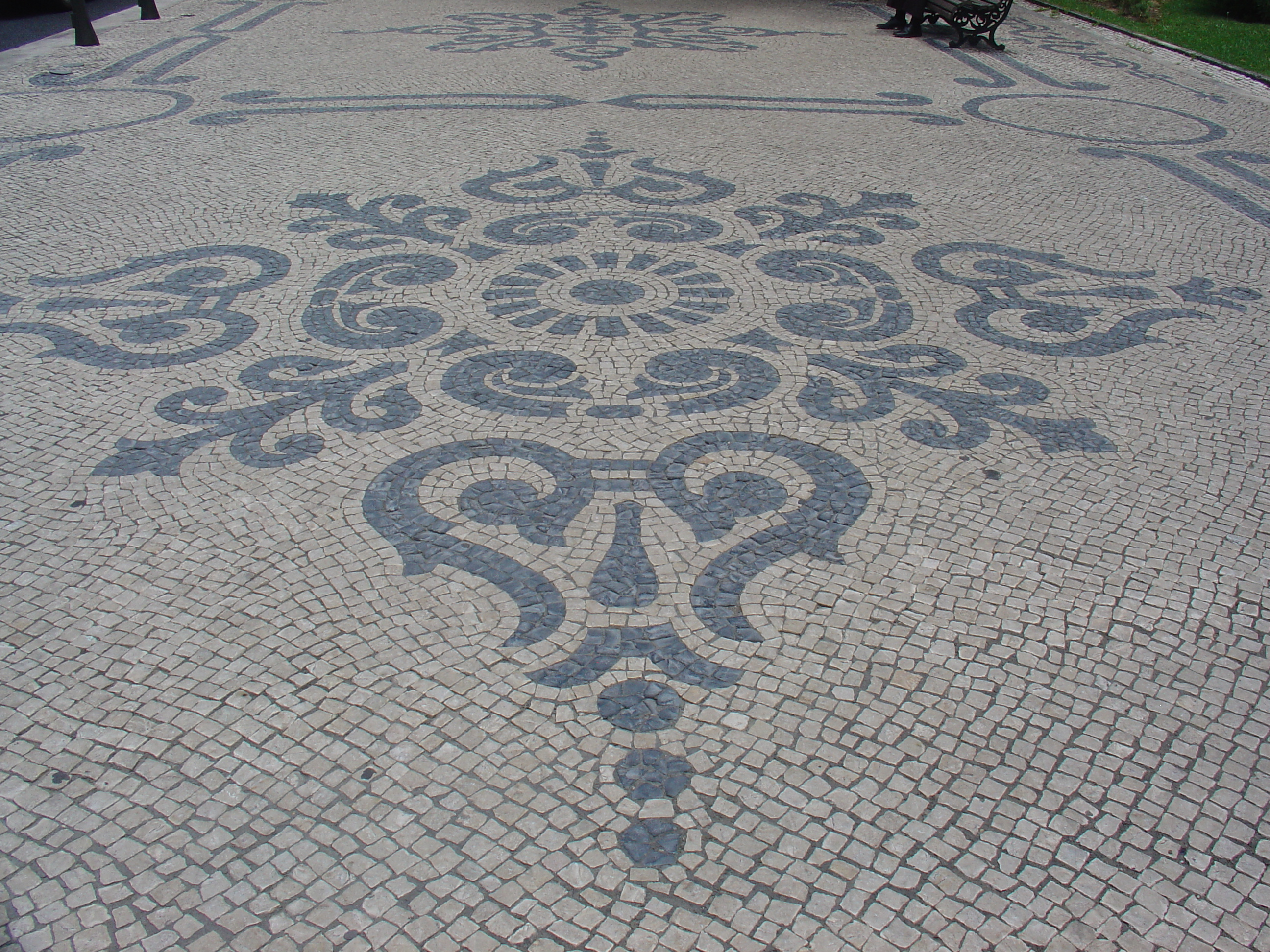
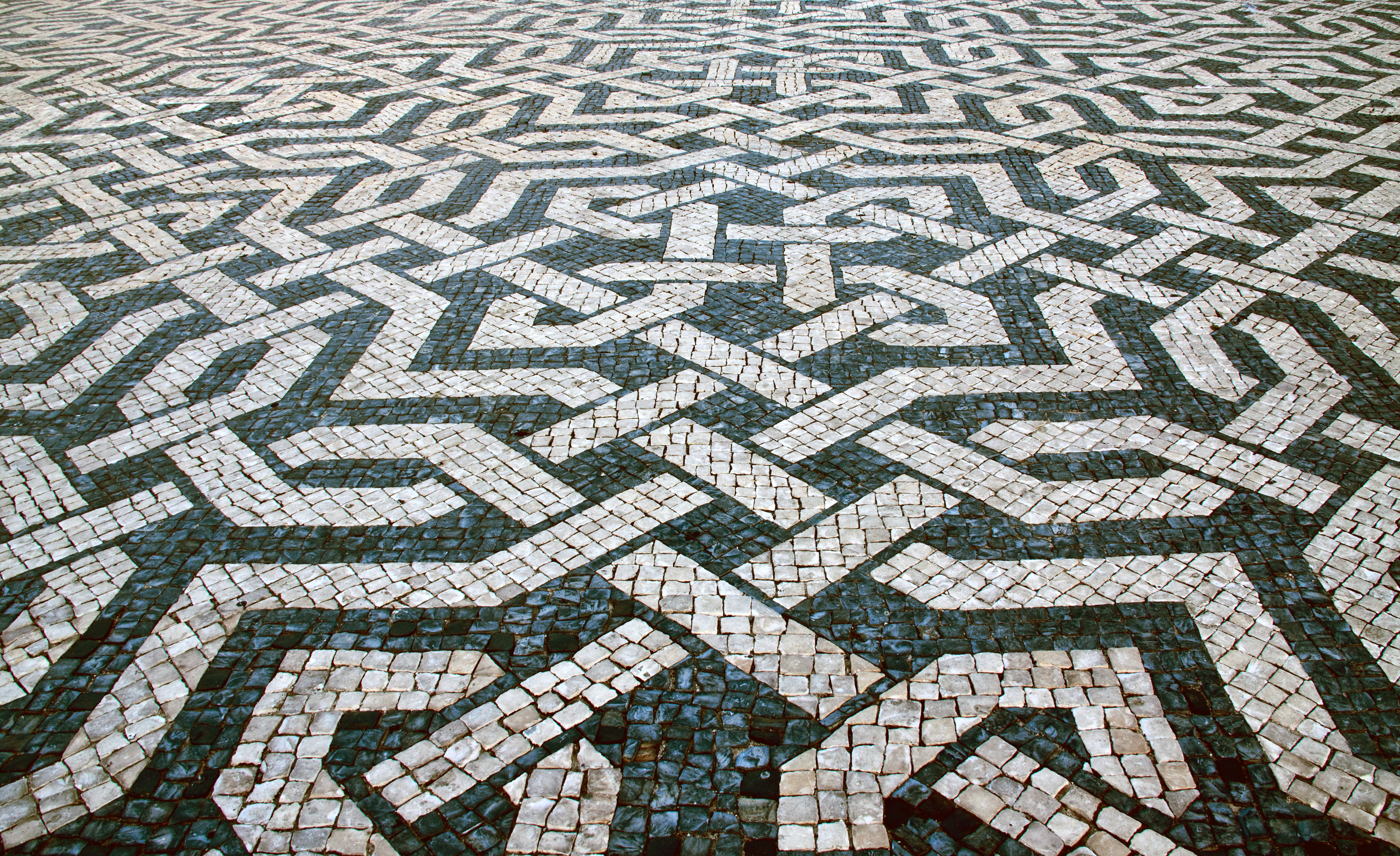
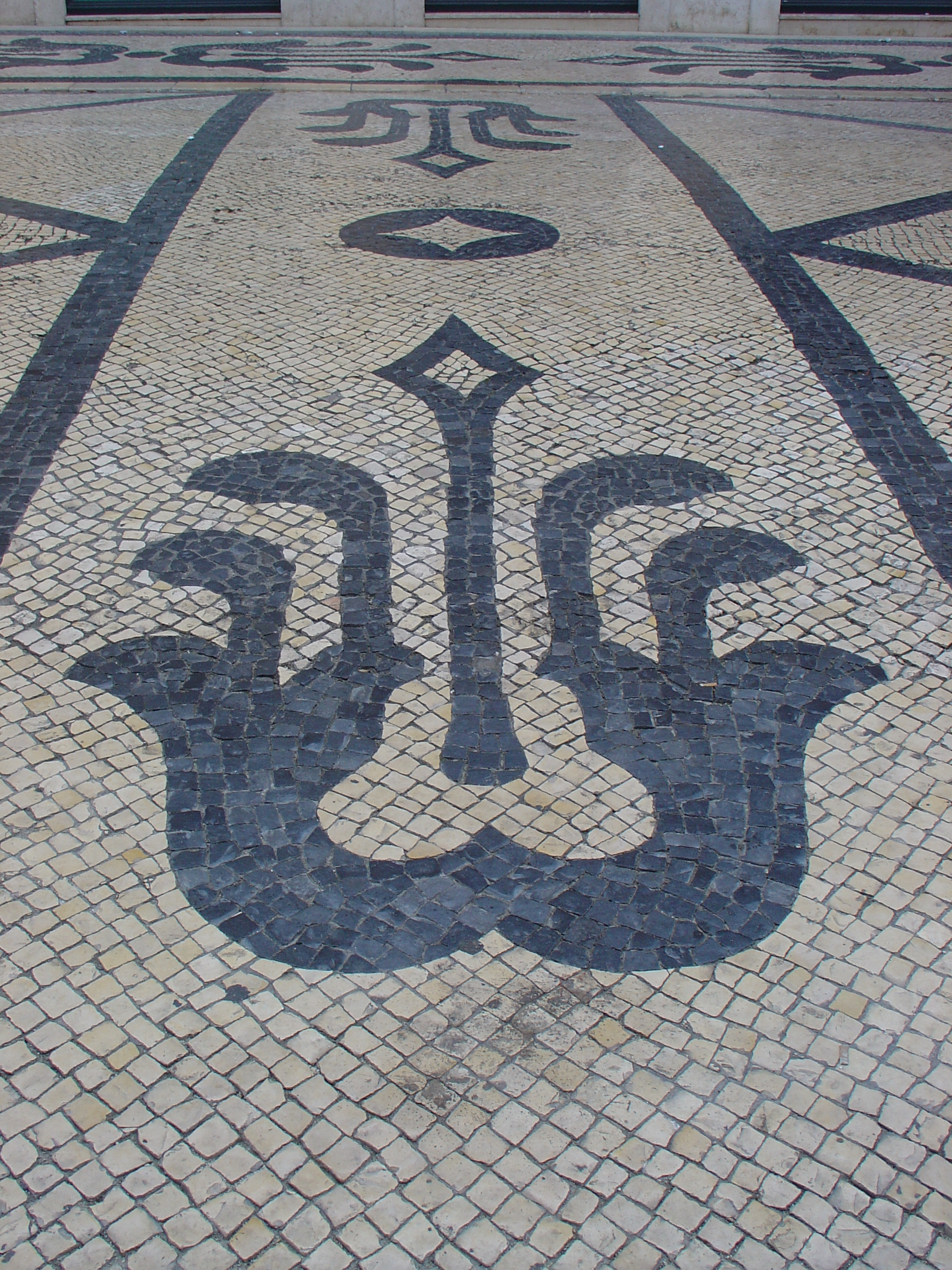
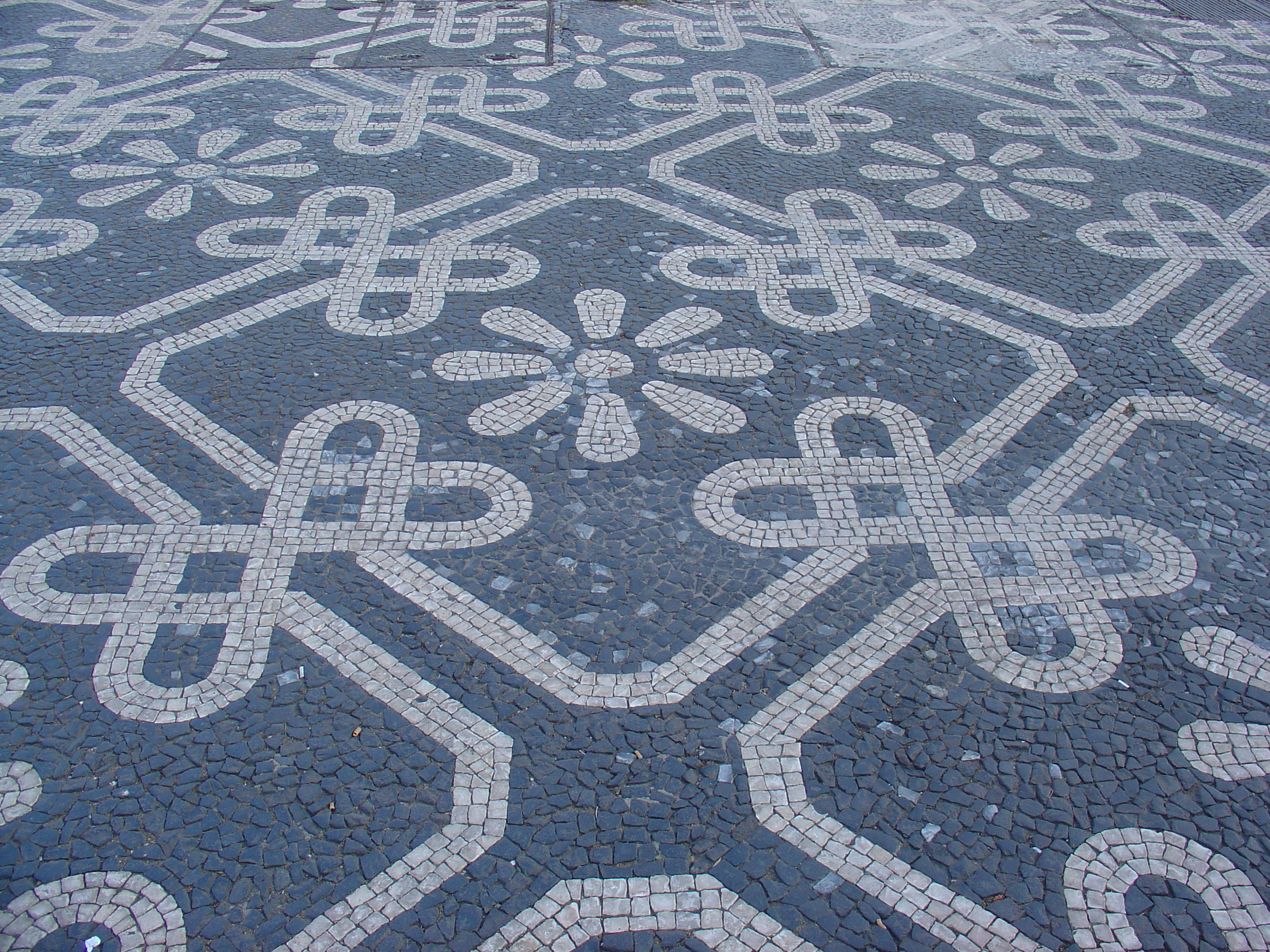
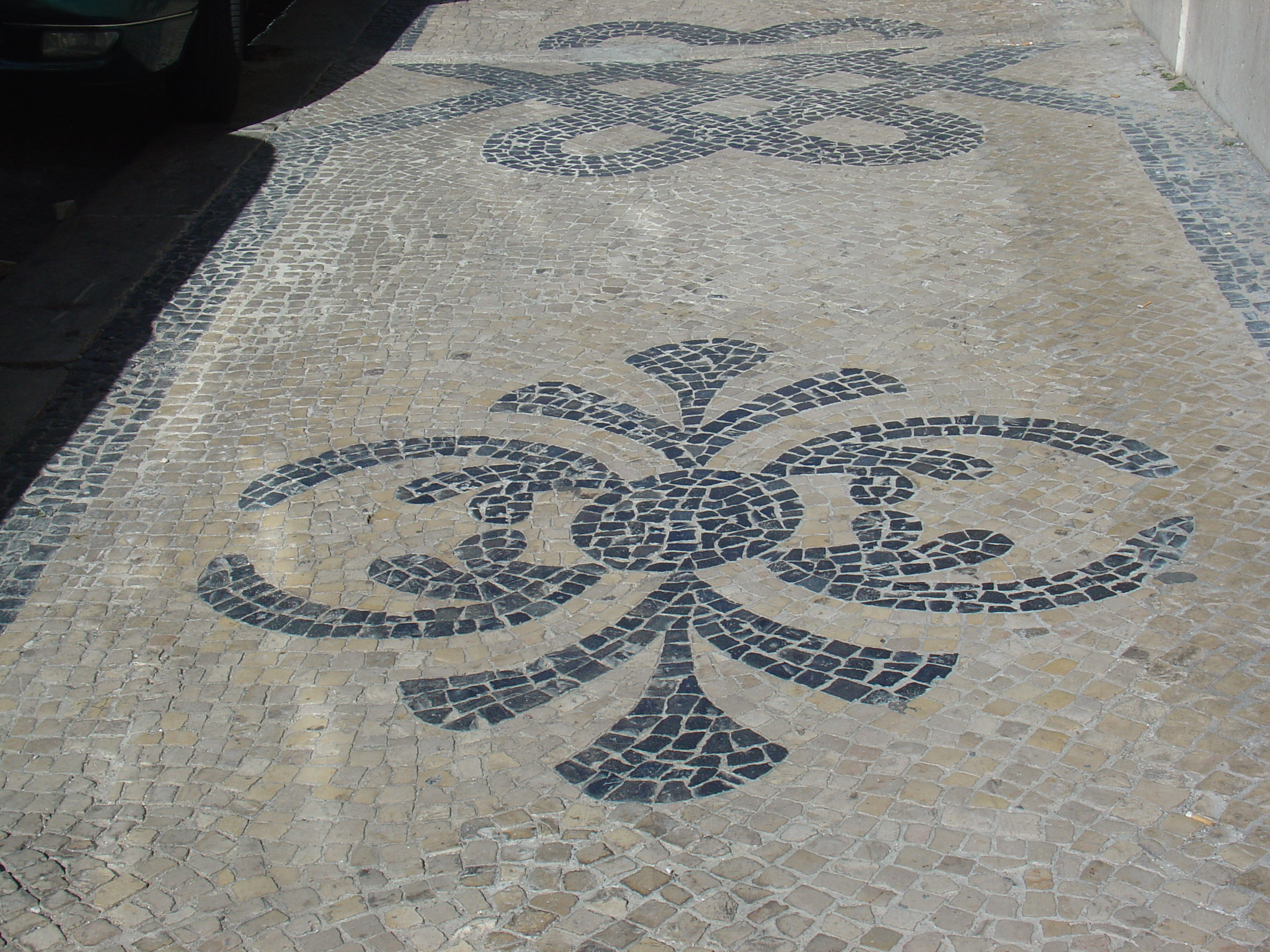
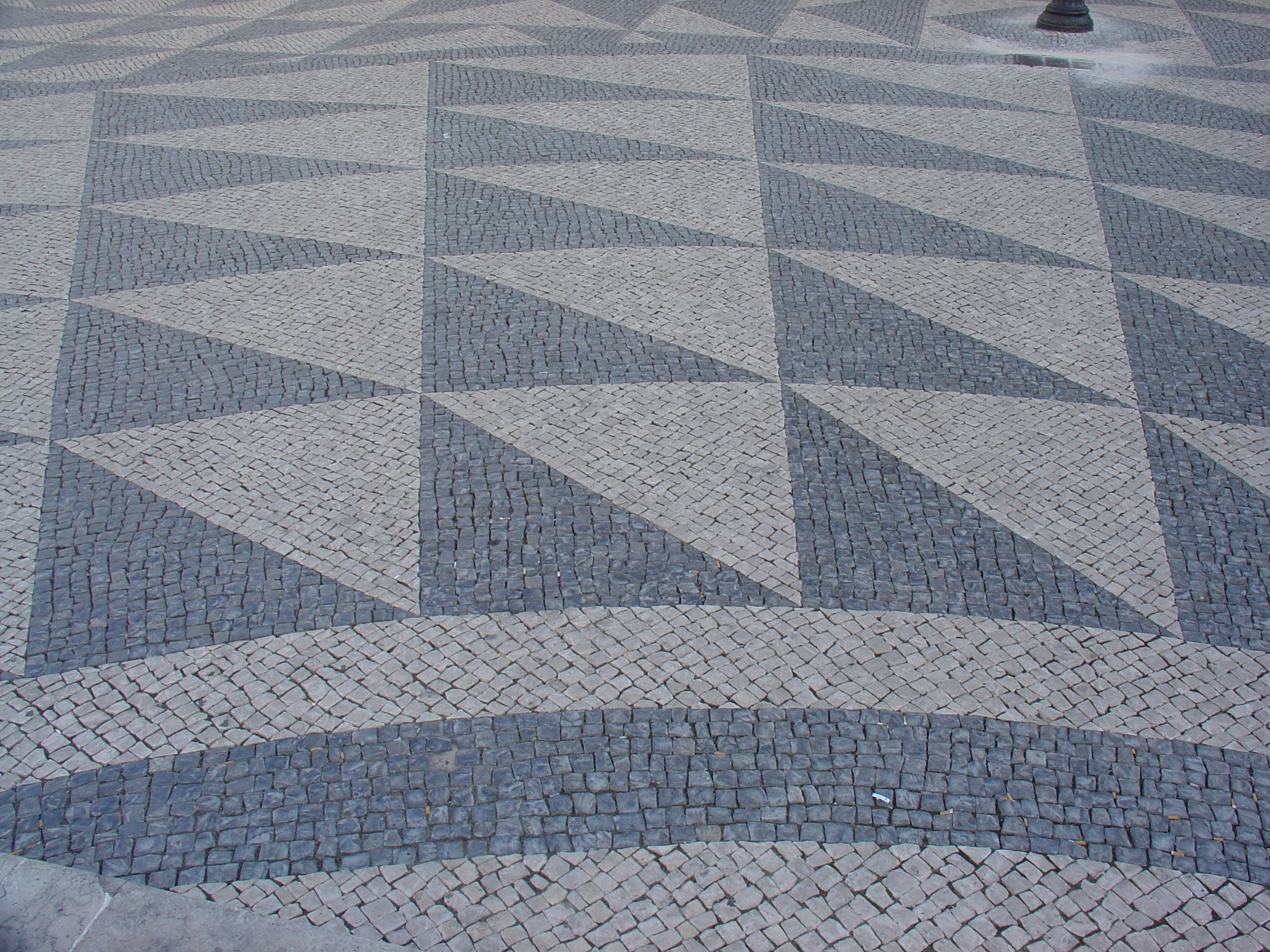
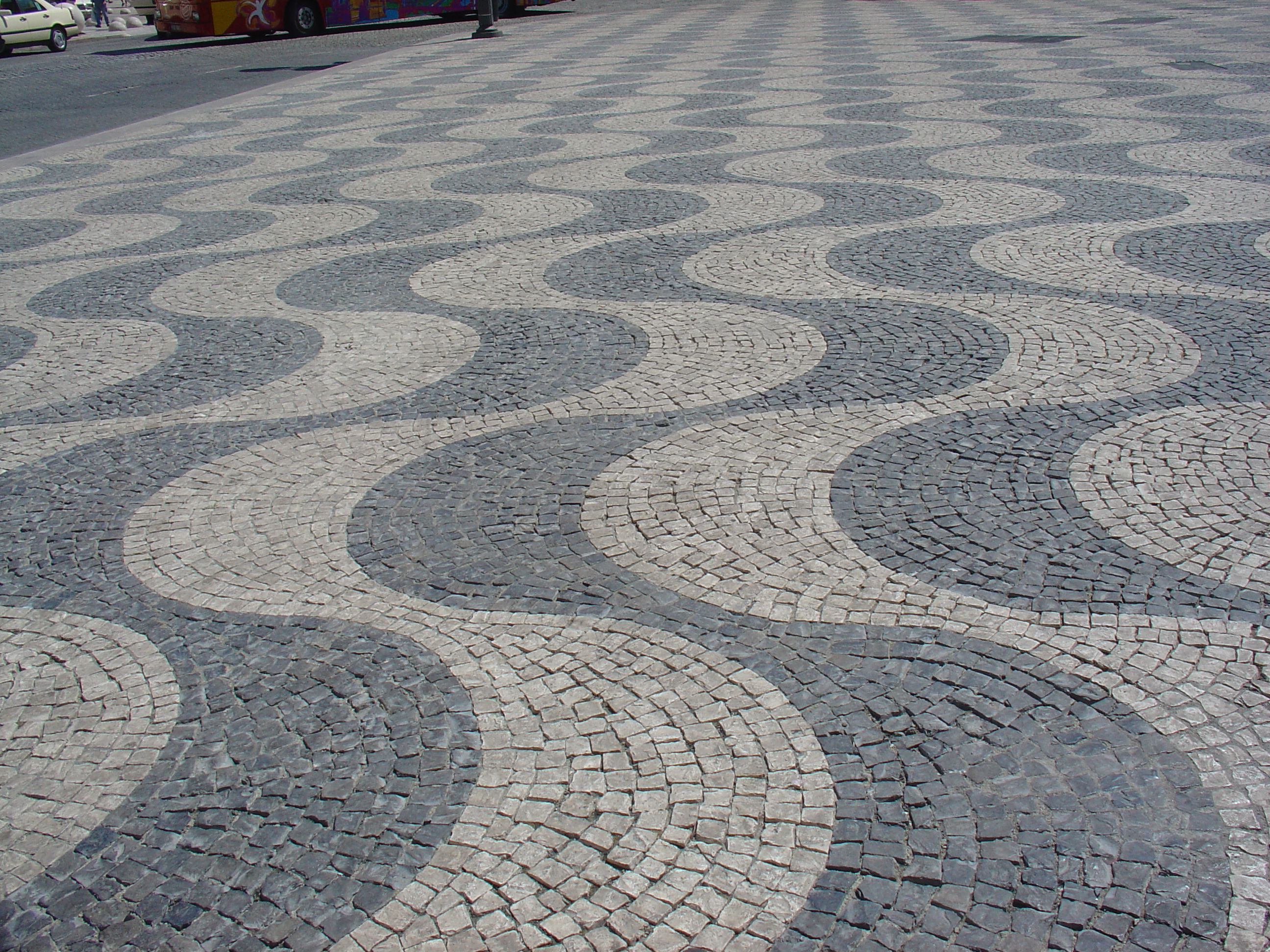
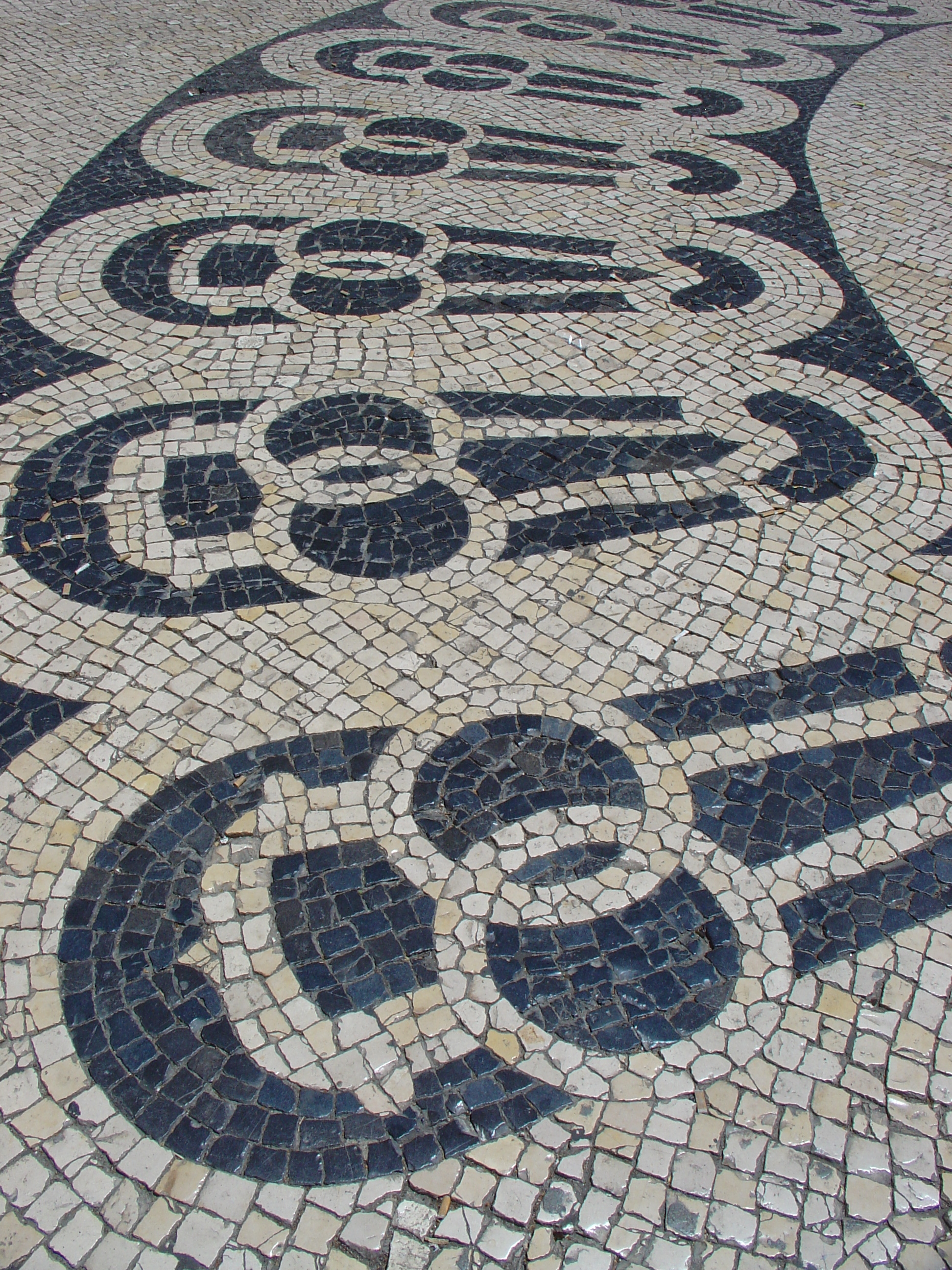

## Sources
- (en) David Kendrick Underwood: The Pombaline Style and International Neoclassicism in Lisbon and Rio de Janeiro, 1988, PhD thesis U of Penn.

- (en) Cet article est partiellement ou en totalité issu de l’article de Wikipédia en anglais intitulé « Pombaline style » (voir la liste des auteurs).

### Articles liés
- Azulejos
- Chronologie comparée des styles architecturaux